# Красновка (Черняховський район)
Красновка (рос. Красновка) — селище Черняховського району, Калінінградської області Росії. Входить до складу Черняховського міського поселення.
Населення —  102 особи (2015 рік). 

## Населення
| 2002 | 2010 |
| ---- | ---- |
| 79   | ↗102 |